# Хоанг Тхюи Линь
Хоанг Тхюи Линь (Hoàng Thùy Linh, род. 11 августа, 1988) — вьетнамская актриса, телеведущая и поп-певица. Получила широкую известность после того, как стала фигурантом сексуального скандала и её сравнили с Пэрис Хилтон.

## Биография
Окончила Ханойский колледж искусств, получив профессию актрисы. Также играла в женской музыкальной группе, была ведущей детской передачи и на телевидении, снималась для обложек подростковых журналов и в различных рекламных роликах.

### Карьера
Первым появлением Хоанг Тхюи Линь на экране в качестве актрисы стала роль маленькой девочки Туи в драматическом телесериале Đường đời (рус. «Путь жизни», 2004, 25 эпизодов, Золотая премия Вьетнамского театрального фестиваля в 2005 году). После этого успеха она сыграла в драматическом телесериале Trò đùa của số phận' («Смех судьбы», 2005, 18 эпизодов), снятом режиссёром Зуй Туаном, и роль Лэн в сериале Đi về phía mặt trời («Путешествие к Солнцу», 2006, 29 серий) режиссёра Лу Чонг Нинь.
В 2006 году Хоанг Тхюи Линь начала учёбу на кафедре телевизионного искусства Вьетнамского колледжа актёрского искусства и фильмов и окончила учёбу в 2009 году.
В 2007 Хоанг Тхюи Линь получила главную роль во втором сезоне интерактивной телевизионной программы «Дневник Ван Ань», первоначально известной как «Нят ку Ван Ань», ситкоме, высоко оценённом критикой за его образовательное значение для вьетнамской молодёжи.

### Эротический скандал
В сентябре 2007 года в Интернет попало домашнее видео, на котором Хоанг Тхюи Линь занималась сексом со своим парнем. Изначально видео было добавлено на YouTube, откуда вскоре было удалено, однако в скором времени оно обрело новую жизнь на вьетнамских форумах. Видео широко распространилось по всей стране и вызвало самый большой скандал за всю историю вьетнамской индустрии развлечений, а также привлекло внимание СМИ других стран, таких как Великобритания и США. Общественное мнение разделилось на две части: молодежь призывала к толерантности по отношению к молодой актрисе, в то время как взрослые, и родители в частности, подвергли Линь резкой критике и даже потребовали от неё официальных извинений за то, что косвенно был положен конец образовательным телепрограммам Вьетнама.
В 2010 году на CNN GO эротический скандал с её участием был назван в числе пяти крупнейших, связанных с людьми шоу-бизнеса из Восточной Азии.

### После скандала
После скандала в карьере актрисы наступил перерыв, но через год она вернулась к активной деятельности. В частности, в 2008 году она продолжила карьеру певицы, активно участвуя в различных мероприятиях индустрии развлечений Ханоя, снималась в рекламе линии одежды и стала лицом одной из online-игр.
В 2010 году она вернулась на сцену, выпустив свой дебютный альбом, а в марте 2011 года — второй (оба — в жанре Dance-Pop).

## Фильмография
- Đường đời (2004)
- Trò đùa của số phận (2005)
- Đi về phía mặt trời (2006)

## Дискография
- Hoàng Thùy Linh (2010)
- Đừng vội vàng (2011)